# Општина Ђубега (Долж)
Ђубега (рум. Giubega) општина је у Румунији у округу Долж.
Oпштина се налази на надморској висини од 121 m.